# 陈朗
陈朗（1965年9月—），四川彭州人，汉族，中国民主促进会会员。中华人民共和国政治人物、第十三届全国人民代表大会四川地区代表。

## 生平
西南财经大学银行会计专业畢業。大學畢業後在内江市财政局工作。2006年，擔任内江市东兴区政府副区长。2008年3月加入中国民主促进会，同年11月擔任中国民主促进会内江市委副主委。2011年，擔任内江市人民政府副市长。2018年2月24日，当选为第十三届全国人大代表。